# 2016년 2월 죽음
다음은 2016년 2월에 사망한 저명한 인물 목록이다.
- 2월 1일
  - 대한민국의 정치인 김명윤
  - 과테말라의 군인이자 정치인 오스카르 움베르토 메히아 빅토레스
- 2월 3일 - 미국의 가수 모리스 화이트
- 2월 10일 - 대한민국의 축구감독 정병탁
- 2월 11일 - 미국의 종합격투기선수 케빈 랜들맨
- 2월 13일 - 미국의 대법관 안토닌 스칼리아
- 2월 16일 - 이집트의 정치인이자 전 유엔 사무총장 부트로스 부트로스 갈리
- 2월 18일
  - 미국의 마술사 톰 뮬리카
  - 일본의 소설가 쓰시마 유코
- 2월 19일
  - 미국의 소설가 하퍼 리
  - 이탈리아의 소설가 움베르토 에코
- 2월 20일
  - 대한민국의 정치인 이기택
  - 대한민국의 역도선수 김성집
- 2월 27일 - 대한민국의 정치인 이철승
- 2월 28일 - 미국의 배우 조지 케네디